# Копљари
Копљари је село у Србији у општини Аранђеловац у Шумадијском округу. Према попису из 2022. има 813 становника (према попису из 2011. било је 918 становника).

## Историја места
Као што назив Копљара показује, ово је било насељено место још у средњем веку. У њему су живели „копљари“, људи који израђују копља, отуд име места.
У Копљарима, у кући породице Каратошић, боравио је Карађорђе два дана уочи скупа у Орашцу којим је започео Први српски устанак 1804. године да би утаначио време и место састанка.

## Демографија
У насељу Копљаре живи 812 пунолетних становника, а просечна старост становништва износи 41,7 година (40,3 код мушкараца и 43,3 код жена). У насељу има 274 домаћинства, а просечан број чланова по домаћинству је 3,74.
Ово насеље је скоро у потпуности насељено Србима (према попису из 2002. године), а у последња три пописа, примећен је блажи пад у броју становника.
|  |

| Демографија | Демографија | Демографија |
| Година      | Становника  | Становника  |
| ----------- | ----------- | ----------- |
| 1948.       | 1.364       |             |
| 1953.       | 1.344       |             |
| 1961.       | 1.296       |             |
| 1971.       | 1.205       |             |
| 1981.       | 1.150       |             |
| 1991.       | 1.030       | 1.017       |
| 2002.       | 1.024       | 1.029       |
| 2011.       | 918         |             |
| 2022.       | 813         |             |

| Етнички састав према попису из 2002.‍ | Етнички састав према попису из 2002.‍ | Етнички састав према попису из 2002.‍ | Етнички састав према попису из 2002.‍ | Етнички састав према попису из 2002.‍ |
| ------------------------------------ | ------------------------------------ | ------------------------------------ | ------------------------------------ | ------------------------------------ |
|                                      |                                      |                                      |                                      |                                      |
| Срби                                 | Срби                                 |                                      | 1.014                                | 99,02%                               |
| Црногорци                            | Црногорци                            |                                      | 5                                    | 0,48%                                |
| Хрвати                               | Хрвати                               |                                      | 1                                    | 0,09%                                |
| Словенци                             | Словенци                             |                                      | 1                                    | 0,09%                                |
| Југословени                          | Југословени                          |                                      | 1                                    | 0,09%                                |
| непознато                            | непознато                            |                                      | 1                                    | 0,09%                                |

| Година пописа     | 1948. | 1953. | 1961. | 1971. | 1981. | 1991. | 2002. |
| ----------------- | ----- | ----- | ----- | ----- | ----- | ----- | ----- |
| Број домаћинстава | 279   | 293   | 293   | 278   | 278   | 259   | 274   |

| Број чланова      | 1  | 2  | 3  | 4  | 5  | 6  | 7  | 8 | 9 | 10 и више | Просек |
| ----------------- | -- | -- | -- | -- | -- | -- | -- | - | - | --------- | ------ |
| Број домаћинстава | 37 | 58 | 33 | 54 | 27 | 43 | 14 | 7 | 1 | 0         | 3,74   |

| Пол    | Укупно | Неожењен/Неудата | Ожењен/Удата | Удовац/Удовица | Разведен/Разведена | Непознато |
| ------ | ------ | ---------------- | ------------ | -------------- | ------------------ | --------- |
| Мушки  | 423    | 100              | 280          | 26             | 11                 | 6         |
| Женски | 414    | 51               | 281          | 70             | 8                  | 4         |
| УКУПНО | 837    | 151              | 561          | 96             | 19                 | 10        |

| Пол    | Укупно                    | Пољопривреда, лов и шумарство | Рибарство                            | Вађење руде и камена | Прерађивачка индустрија       |
| ------ | ------------------------- | ----------------------------- | ------------------------------------ | -------------------- | ----------------------------- |
| Мушки  | 311                       | 135                           | 0                                    | 8                    | 97                            |
| Женски | 170                       | 109                           | 0                                    | 2                    | 37                            |
| УКУПНО | 481                       | 244                           | 0                                    | 10                   | 134                           |
| Пол    | Производња и снабдевање   | Грађевинарство                | Трговина                             | Хотели и ресторани   | Саобраћај, складиштење и везе |
| Мушки  | 4                         | 8                             | 18                                   | 1                    | 12                            |
| Женски | 1                         | 1                             | 4                                    | 1                    | 1                             |
| УКУПНО | 5                         | 9                             | 22                                   | 2                    | 13                            |
| Пол    | Финансијско посредовање   | Некретнине                    | Државна управа и одбрана             | Образовање           | Здравствени и социјални рад   |
| Мушки  | 0                         | 10                            | 2                                    | 2                    | 5                             |
| Женски | 1                         | 0                             | 2                                    | 1                    | 4                             |
| УКУПНО | 1                         | 10                            | 4                                    | 3                    | 9                             |
| Пол    | Остале услужне активности | Приватна домаћинства          | Екстериторијалне организације и тела | Непознато            | Непознато                     |
| Мушки  | 2                         | 0                             | 0                                    | 7                    | 7                             |
| Женски | 2                         | 0                             | 0                                    | 4                    | 4                             |
| УКУПНО | 4                         | 0                             | 0                                    | 11                   | 11                            |